# Lottery (Latto)
Lottery è un singolo della rapper statunitense Latto, pubblicato il 17 febbraio 2023.
Il brano vede la partecipazione della cantante congolese-canadese Lu Kala.

## Promozione
Lottery è stato esibito dalle due artiste per la prima volta dal vivo all'evento di Billboard Women in Music, dove Latto è stata insignita del Powerhouse Award. Quest'ultima l'ha anche incluso in un medley con Big Energy in occasione degli annuali iHeartRadio Music Awards, tenutisi il 27 marzo 2023.

## Video musicale
Il video, diretto da Chandler Lass, è stato divulgato in concomitanza con l'uscita del brano attraverso il canale YouTube di Latto.

## Tracce
Testi e musiche di Alyssa Stephens, Brandon Benjamin, Gamal "Lunchmoney" Lewis, Lusamba Vanessa Kalala, Lauren Larue, Lukasz Gottwald, Randall Hammers, Rocco Valdes e Steph Jones.
1. Lottery – 3:06

## Formazione
- Latto – voce
- Lu Kala – voce aggiuntiva
- Lauren Larue – cori
- Steph Jones – cori
- Brandon Benjamin – produzione, programmazione
- Dr. Luke – produzione, programmazione
- Kalani Thompson – produzione aggiuntiva, ingegneria del suono
- Brandon Hernandez – ingegneria del suono
- Grant Horton – ingegneria del suono
- Katie Harvey – ingegneria del suono
- Noah McCorkle – ingegneria del suono
- Dale Becker – mastering
- Clint Gibbs – missaggio

## Successo commerciale
Lottery ha fatto la propria entrata nella Billboard Hot 100 nella pubblicazione del 4 marzo 2023, segnando il quarto ingresso di Latto e il primo di Lu Kala nella suddetta graduatoria. Durante la settimana ha accumulato 7,9 milioni ascoltatori radiofonici, 4,2 milioni stream e 1 200 vendite digitali.

## Classifiche
| Classifica (2023) | Posizione massima |
| ----------------- | ----------------- |
| Canada            | 51                |
| Polonia           | 48                |
| Stati Uniti       | 83                |